# Polskie drużyny hokeja na lodzie w europejskich pucharach

## Historia występów

### Lata 60.
1965/66
I runda:
GKS Katowice – HK Jesenice 10-2 (3-2,1-0,6-0)
GKS Katowice – HK Jesenice 4-1 (2-1,2-0,0-0)
HK Jesenice – GKS Katowice 2-2 (1-0,1-2,0-0)
HK Jesenice – GKS Katowice 4-2
II runda:
GKS Katowice – ZKL Brno 3-3 (2-0,1-1,0-2)
GKS Katowice – ZKL Brno 3-3 (1-0,1-0,1-3)
ZKL Brno – GKS Katowice 8-0 (4-0,2-0,2-0)
ZKL Brno – GKS Katowice 12-3 (3-0,2-1,7-2)
Zwycięzca – ZKL Brno
1966/67
II runda:
Podhale Nowy Targ – CSKA Sofia 6-1 (3-0,0-0,3-1)
Podhale Nowy Targ – CSKA Sofia 8-3 (4-1,1-1,3-1)
CSKA Sofia – Podhale Nowy Targ 5-11 (2-1,1-6,2-4)
CSKA Sofia – Podhale Nowy Targ 5-8 (2-4,1-3,2-1)
III runda:
Tampereen Ilves – Podhale Nowy Targ 9-1 (4-0,2-0,3-1)
Tampereen Ilves – Podhale Nowy Targ 8-3 (3-1,2-1,3-1)
Podhale Nowy Targ – Tampereen Ilves 1-4 (0-2,1-0,0-2)
Podhale Nowy Targ – Tampereen Ilves 3-5 (0-1,1-2,2-2)
Zwycięzca – ZKL Brno
1967/68
I runda:
Porin Ässät – Legia Warszawa 6-3 (3-2,2-0,1-1)
Legia Warszawa – Porin Ässät 1:6 (1-2,0-2,0-2)
Zwycięzca – ZKL Brno
1968/69
I runda:
GKS Katowice – KooVee Tampere walkower dla GKS-u
II runda:
GKS Katowice – Dynamo Berlin 1-2 (1-2,0-0,0-0)
Dynamo Berlin – GKS Katowice 3-3 (1-0,1-1,1-2)
Zwycięzca – CSKA Moskwa
1969/70
I runda:
Podhale Nowy Targ – HK Jesenice 10-2 (4-1,4-1,2-0)
HK Jesenice – Podhale Nowy Targ 4-2 (1-0,2-0,1-2)
II runda:
Dukla Jihlava – Podhale Nowy Targ 11-1 (4-0,4-0,3-1)
Podhale Nowy Targ – Dukla Jihlava 4-5 (3-0,1-1,0-4)
Zwycięzca – CSKA Moskwa

### Lata 70.
1970/71
I runda:
HIFK Hockey – GKS Katowice 4-2 (1-1,1-0,2-1)
GKS Katowice – HIFK Hockey 0-4
Zwycięzca – CSKA Moskwa
1971/72
I runda:
Podhale Nowy Targ – Vålerenga Oslo 5-3 (0-0,1-2,4-1)
Vålerenga Oslo – Podhale Nowy Targ 3-9 (1-5,2-2,0-2)
II runda:
Porin Ässät – Podhale Nowy Targ 3-9
Podhale Nowy Targ – Porin Ässät 5-0 walkower dla Podhala
III runda:
Podhale Nowy Targ – Dynamo Weißwasser 3-9 (2-3,1-2,0-4)
Dynamo Weißwasser – Podhale Nowy Targ 10-0 (1-0,3-0,6-0)
Zwycięzca – CSKA Moskwa
1972/73
I runda:
Hasle/Løren IL Oslo – Podhale Nowy Targ 2-5 (1-3,1-2,0-0)
Podhale Nowy Targ – Hasle/Løren IL Oslo 6-3 (2-1,3-2,1-0)
II runda:
Podhale Nowy Targ – Dynamo Weißwasser 4-3 (1-1,1-1,2-1)
Dynamo Weißwasser – Podhale Nowy Targ 9-0 (1-0,1-0,7-0)
Zwycięzca – CSKA Moskwa
1973/74
Polskie drużyny nie brały udziału.
Zwycięzca – CSKA Moskwa
1974/75
I runda:
Podhale Nowy Targ – HIFK Hockey 7-8 (2-2,2-3,3-3)
Podhale Nowy Targ – HIFK Hockey 8-7 (4-1,0-3,3-2,1-1), karne 1-3
Zwycięzca – Krylja Sowietow Moskwa
1975/76
Polskie drużyny nie brały udziału.
Zwycięzca – CSKA Moskwa
1976/77
II runda:
Podhale Nowy Targ – Frisk-Asker walkower dla Podhala
III runda:
Poldi Kladno – Podhale Nowy Targ walkower dla Poldi Kladno
Zwycięzca – Poldi Kladno
1977/78
I runda:
Dynamo Berlin – Podhale Nowy Targ 7-3 (1-1,2-2,4-0).
Podhale Nowy Targ – Dynamo Berlin 4-4 (2-0,2-1,0-3).
Zwycięzca – CSKA Moskwa
1978/79
I runda:
Dynamo Berlin – Podhale Nowy Targ 5-6 (1-4,2-0,2-2)
Podhale Nowy Targ – Dynamo Berlin 7-2 (3-1,2-1,2-0)
II runda:
Manglerud Star Ishockey – Podhale Nowy Targ 2-13 (0-4,0-5,2-4)
Manglerud Star Ishockey – Podhale Nowy Targ 2-3 (0-1,1-2,1-0)
III runda:
Steaua Bukareszt – Podhale Nowy Targ 1-3 (0-1,1-0,0-2)
Podhale Nowy Targ – Steaua Bukareszt 3-1 (2-0,1-0,0-1)
IV runda:
Porin Ässät – Podhale Nowy Targ 7-1 (3-0,2-0,2-1)
Podhale Nowy Targ – Porin Ässät 0-5 walkower dla Porin Ässät
Zwycięzca – CSKA Moskwa
1979/80
Polskie drużyny nie brały udziału.
Zwycięzca – CSKA Moskwa

### Lata 80.
1980/81
I runda:
Zagłębie Sosnowiec – Vojens IK 11-2
Vojens IK – Zagłębie Sosnowiec 3-10
II runda:
Zagłębie Sosnowiec – Dynamo Berlin 6-3 (2-0,2-0,2-3)
Dynamo Berlin – Zagłębie Sosnowiec 6-1 (1-0,2-0,3-1)
Zwycięzca – CSKA Moskwa
1981/82
I runda:
Zagłębie Sosnowiec – Dinamo Bukareszt 8-5
Zagłębie Sosnowiec – Dinamo Bukareszt 7-3
II runda:
Zagłębie Sosnowiec – Feenstra Flyers Heerenveen 5-2
Feenstra Flyers Heerenveen – Zagłębie Sosnowiec 7-5
III runda:
Oulun Kärpät – Zagłębie Sosnowiec walkower dla Oulun Kärpät
Zwycięzca – CSKA Moskwa
1982/83
Polskie drużyny nie brały udziału.
Zwycięzca – CSKA Moskwa
1983/84
Polskie drużyny nie brały udziału.
Zwycięzca – CSKA Moskwa
1984/85
II runda:
Polonia Bytom – Steaua Bukareszt 6-4
Steaua Bukareszt – Polonia Bytom 3-6 (1-0,1-3,1-3)
III runda:
Polonia Bytom – Dynamo Berlin 3-1
Dynamo Berlin – Polonia Bytom 6-4 (3-0,0-3,3-1), karne 2-3
Finał – Megeve (Francja)
EC Kolonia – Dukla Jihlava 3-5 (1-2,0-3,2-0)
AIK Solna Sztokholm – Polonia Bytom 3-0 (1-0,0-0,2-0)
EC Kolonia – CSKA Moskwa 3-9 (0-4,1-3,2-2)
Dukla Jihlava – Polonia Bytom 10-0 (3-0,3-0,4-0)
Polonia Bytom – CSKA Moskwa 0-11 (0-3,0-1,0-7)
Dukla Jihlava – AIK Solna Sztokholm 1-3 (0-1,0-0,1-2)
AIK Solna Sztokholm – CSKA Moskwa 1-5 (0-2,1-3,0-0)
EC Kolonia – Polonia Bytom 5-4 (1-2,2-2,2-0)
CSKA Moskwa – Dukla Jihlava 6-4 (3-1,2-1,1-2)
AIK Solna Sztokholm – EC Kolonia 3-6 (1-2,2-2,0-2)
Tabela :
| miejsce | klub                | punkty | bramki |
| ------- | ------------------- | ------ | ------ |
| 1       | CSKA Moskwa         | 8      | 31-8   |
| 2       | EC Kolonia          | 4      | 17-21  |
| 3       | Dukla Jihlava       | 4      | 20-12  |
| 4       | AIK Solna Sztokholm | 4      | 10-12  |
| 5       | Polonia Bytom       | 0      | 4-29   |

zwycięzca – CSKA Moskwa
1985/86
II runda:
SHC Saint-Gervais – Zagłębie Sosnowiec 5-3 (0-0,3-1,2-2) wg innego źródła (0-0,3-0,2-3)
SHC Saint-Gervais – Zagłębie Sosnowiec 3-3 (0-1,2-0,1-2)
Zwycięzca – CSKA Moskwa
1986/87
II runda:
Partizan Belgrad – Polonia Bytom 2-5 (1-1,0-2,1-2)
Polonia Bytom – Partizan Belgrad 9-1 (3-0,3-0,3-1)
III runda:
Polonia Bytom – TJ VSZ Koszyce 1-4 (1-4,0-0,0-0)
TJ VSZ Koszyce – Polonia Bytom 3-2 (1-0,1-2,1-0)
Zwycięzca – CSKA Moskwa
1987/88
Turniej w Megeve i Saint-Gervais (Francja)
Podhale Nowy Targ – HC Mont-Blanc 3-5 (0-2,2-0,1-3)
Podhale Nowy Targ – Steaua Bukareszt 3-2 (1-0,1-2,1-0)
Tappara Tampere – Podhale Nowy Targ 5-1 (2-0,2-0,1-1)
Podhale kończy na 3. miejscu, awans do turnieju finałowego uzyskał Tappara Tampere.
Zwycięzca – CSKA Moskwa
1988/89
Turniej w Klagenfurcie (Austria)
Färjestads BK Karlstad – Polonia Bytom 4-0 (2-0,0-0,2-0)
Klagenfurt AC – Polonia Bytom 5-6 (2-2,2-3,1-1)
HC Mont-Blanc – Polonia Bytom 5-7 (0-3,2-2,3-2)
Polonia kończy na 2. miejscu, awans do turnieju finałowego – Färjestads BK Karlstad.
Zwycięzca – CSKA Moskwa
1989/90
Turniej w Rotterdamie (Holandia)
Français Volants de Paryż – Polonia Bytom 7-7 (1-2,2-2,4-3)
Durham Wasps – Polonia Bytom 7-7 (4-4,2-1,1-2)
Gunco Panda’s Rotterdam – Polonia Bytom 3-3 (3-0,0-2,0-1)
Polonia kończy na 3. miejscu, awans do turnieju półfinałowego uzyskał Gunco Panda’s Rotterdam.
Zwycięzca – CSKA Moskwa

### Lata 90.
1990/91
Turniej w Rødovre (Dania)
Furuset IF Oslo – Polonia Bytom 0-3
Rødovre SIK – Polonia Bytom 1-7
Polonia Bytom – Cardiff Devils 8-3
Polonia wygrała turniej i awansowała do turnieju półfinałowego.
Turniej w Lugano (Szwajcaria)
HC Lugano – Polonia Bytom 7-2 (2-2,3-0,2-0)
Sparta Praga – Polonia Bytom 7-5 (1-2,3-1,3-2)
Polonia Bytom – Steaua Bukareszt 4-2 (3-0,0-1,1-1)
Polonia kończy na 3. miejscu, awans do turnieju finałowego – Sparta Praga i HC Lugano.
Zwycięzca – Djurgården IF Sztokholm
1991/92
Turniej w Herning (Dania)
Herning IK – Polonia Bytom 2-6 (1-2,1-2,0-2)
Polonia Bytom – Vålerenga Oslo 2-4 (1-3,1-0,0-1)
Durham Wasps – Polonia Bytom 2-10 (0-2,0-5,2-3)
Polonia Bytom zajęła 2. miejsce i razem z Vålerengą Oslo uzyskała awans do turniejów półfinałowych.
Turniej w Bernie (Szwajcaria)
Dinamo Moskwa – Polonia Bytom 6-0 (2-0,3-0,1-0)
HDD Olimpija Lublana – Polonia Bytom 2-1 (2-0,0-1,0-0)
SC Bern – Polonia Bytom 4-0 (0-0,2-0,2-0)
Polonia Bytom zajęła 4. miejsce, awans do turnieju finałowego uzyskało Dinamo Moskwa i SC Berno.
Zwycięzca – Djurgården IF Sztokholm
1992/93
Turniej w Oświęcimiu
Unia Oświęcim – Energija Elektreny 16-1
Unia Oświęcim – Sokił Kijów 3-2
Unia Oświęcim zajęła 1. miejsce i awansowała do turnieju półfinałowego.
Turniej w Rouen (Francja)
Malmö IF – Unia Oświęcim 6-5 (2-1,2-2,2-2)
Dragons de Rouen – Unia Oświęcim 8-1 (4-1,2-1,2-0)
Unia Oświęcim – HK Saga Ryga 11-1 (1-1,5-0,5-0)
Awans do finału uzyskały Dragons de Rouen, Malmö IF i z 3. miejsca Unia Oświęcim.
Finał – Düsseldorf i Duisburg (Niemcy)
Grupa 1
Malmö IF – Unia Oświęcim 5-0 (2-0,2-0,1-0)
HC Devils Milano – SC Bern 4-3 (0-2,4-1,0-0)
Unia Oświęcim – SC Berno 2-1 (0-0,2-1,0-0)
HC Devils Milano – Malmö IF 2-3 (1-0,0-2,1-1)
Unia Oświęcim – HC Devils Milano 3-8 (1-1,2-2,0-5)
Malmö IF – SC Berno 5-1 (3-0,0-1,2-0)
Tabela:
| miejsce | klub             | punkty | bramki |
| ------- | ---------------- | ------ | ------ |
| 1       | Malmö IF         | 6      | 13-3   |
| 2       | HC Devils Milano | 4      | 14-9   |
| 3       | Unia Oświęcim    | 2      | 5-14   |
| 4       | SC Bern          | 0      | 5-11   |

Grupa 2
Düsseldorfer EG – Dragons de Rouen 8-2 (5-1,1-0,2-1)
Dinamo Moskwa – Jokerit 6-0 (1-0,1-0,4-0)
Düsseldorfer EG – Jokerit 0-3 (0-1,0-1,0-1)
Dinamo Moskwa – Dragons de Rouen 5-0 (1-0,4-0,0-0)
Düsseldorfer EG – Dinamo Moskwa 1-3 (0-1,0-2,1-0)
Jokerit – Dragons de Rouen 4-2 (2-0,2-2,0-0)
Tabela :
| miejsce | klub             | punkty | bramki |
| ------- | ---------------- | ------ | ------ |
| 1       | Dinamo Moskwa    | 6      | 14-1   |
| 2       | Jokerit          | 4      | 7-8    |
| 3       | Düsseldorfer EG  | 2      | 9-8    |
| 4       | Dragons de Rouen | 0      | 4-17   |

O 3. miejsce:
Jokerit – HC Devils Milano 4-2 (2-0,2-1,0-1)
Finał:
Malmö IF – Dinamo Moskwa 4-3 po karnych (0-1,1-1,2-1,0-0,1-0)
Zwycięzca – Malmö IF
1993/94
Turniej w Mediolanie (Włochy)
Sparta Praga – Podhale Nowy Targ 9-2 (3-0,2-2,4-0)
HC Devils Milano – Podhale Nowy Targ 8-0 (3-0,3-0,2-0)
Podhale Nowy Targ – Esbjerg IK 4-4 (1-0,1-3,2-1)
Podhale Nowy Targ zajęło 4. miejsce, awans do finału uzyskały HC Devils Milano i Sparta Praga.
Zwycięzca – Turun Palloseura
1994/95
Puchar Federacji
Turniej w Oświęcimiu
Półfinał:
Unia Oświęcim – Alba Volán Székesfehérvár 3-2 (1-1,1-1,1-0)
Finał:
Unia Oświęcim – Saławat Jułajew Ufa 2-10 (0-5,0-3,2-2)
Awans do turnieju finałowego uzyskał Saławat Jułajew Ufa.
Ostatecznie turniej finałowy rozegrany w Lublanie wygrał zespół Saławat Jułajew Ufa.
Puchar Europy
Turniej w Nowym Targu
Podhale Nowy Targ – Slavia Sofia 18-1 (2-0,8-1,8-0)
Podhale Nowy Targ – HK Zagrzeb 12-2 (4-0,5-0,3-2)
Podhale Nowy Targ – HC Dukla Trenczyn 4-7 (0-2,1-4,3-1)
Podhale zajęło 2. miejsce i wraz z Duklą Trenczyn awansowało do półfinałów.
Turniej w Kristianstad (Szwecja)
Dragons de Rouen – Podhale Nowy Targ 5-0 (3-0,2-0,0-0)
Malmö IF – Podhale Nowy Targ 9-2 (3-0,2-1,4-1)
Podhale Nowy Targ – Acroni Jesenice 5-7 (2-2,2-2,1-3)
Podhale zajęło 4. miejsce, awans do turnieju finałowego uzyskał Malmö IF.
Zwycięzca – Jokerit
1995/96
Puchar Federacji
Turniej w Oświęcimiu
Półfinał:
Unia Oświęcim – Chimik Polymir Novopolotsk 1-4 (1-3,0-0,0-1)
O 3. miejsce:
Unia Oświęcim – Acroni Jesenice 3-8 (2-2,0-4,1-2)
Awans z oświęcimskiego turnieju do rundy finałowej uzyskał Mietałłurg Magnitogorsk.
Ostatecznie turniej finałowy rozegrany w Trenczynie wygrał zespół AS Varese Hockey z Włoch.
Puchar Europy
Turniej we Vsetínie (Czechy)
Dragons de Rouen – Podhale Nowy Targ 5-2 (4-0,1-1,0-1)
HDD Olimpija Lublana – Podhale Nowy Targ 11-4 (7-2,3-2,1-0)
HC Petra Vsetin – Podhale Nowy Targ 4-2 (2-0,0-2,2-0)
Podhale Nowy Targ na 4. miejscu, awans do turnieju finałowego uzyskała HC Petra Vsetin.
Zwycięzca – Jokerit
1996/97
Turniej w Nowym Targu
Podhale Nowy Targ – Jerusalem Lions 11-2 (3-1,5-0,3-1)
Podhale Nowy Targ – Energija Elektreny 12-1 (3-0,5-0,4-1)
Podhale Nowy Targ – Sokił Kijów 0-4 (0-1,0-1,0-2)
Podhale Nowy Targ na 2. miejscu i wraz z Sokołem Kijów uzyskał awans do turniejów półfinałowych.
Turniej w Feldkirch (Austria)
HC Petra Vsetin – Podhale Nowy Targ 8-1 (1-0,4-0,3-1)
Samina VEU Feldkirch – Podhale Nowy Targ 9-2 (2-1,2-1,5-0)
Podhale Nowy Targ – Torpedo Ust-Kamienogorsk 1-6 (0-3,0-3,1-0)
Podhale Nowy Targ na 4. miejscu, uzyskał awans do finału Samina VEU Feldkirch.
Zwycięzca – Łada Togliatti
Nowo utworzony European Hockey League w którym nie startowały polskie drużyny wygrał Turun Palloseura
Superpuchar Europy zdobył Turun Palloseura pokonując Łade Togliatti.
Puchar Kontynentalny
1997/98
Runda eliminacyjna, grupa B – turniej w Jesenicach (Słowenia)
Unia Oświęcim – KHL Medveščak Zagrzeb 9-2 (5-0,3-1,1-1)
Acroni Jesenice – Unia Oświęcim 2-3 (1-1,0-1,1-1)
Awans Unii Oświęcim z 1. miejsca do II rundy.
I runda, grupa H – turniej w Lublanie (Słowenia)
HDD Olimpija Lublana – Unia Oświęcim 1-7 (1-2,0-3,0-2)
Klagenfurt AC – Unia Oświęcim 3-3 (0-0,0-1,3-2)
Unia Oświęcim – Ferencvárosi TC 4-0 (2-0,1-0,1-0)
Awans do III rundy uzyskał Klagenfurt AC, który wyprzedził Unię Oświęcim lepszym bilansem bramkowym.
I runda, grupa J – turniej w Nowym Targu
Podhale Nowy Targ – Essamika Ogre 3-2 (2-1,1-1,0-0)
Podhale Nowy Targ – Dunaferr Dunaújváros 4-1 (1-0,2-0,1-1)
Podhale Nowy Targ – HK SKP Poprad 4-3 (1-0,1-2,2-1)
Podhale Nowy Targ wygrało turniej i awansowało do III rundy.
II runda, grupa N – turniej w Trzyńcu (Czechy)
HC Koszyce – Podhale Nowy Targ 5-1 (2-0,1-0,2-1)
HC Zelezarny Trzyniec – Podhale Nowy Targ 0-5 (0-2,0-1,0-2)
Klagenfurt AC – Podhale Nowy Targ 4-3 (2-1,0-0,2-2)
Podhale Nowy Targ na 3. miejscu, zaś awans do turnieju finałowego uzyskał HC Koszyce.
Zwycięzca – HC Koszyce
W European Hockey League zwycięstwo odniósł VEU Feldkirch.
Superpuchar Europy zdobył VEU Feldkirch pokonując HC Koszyce.
1998/99
Turniej w Nowym Targu
Podhale Nowy Targ – Alba Volán Székesfehérvár 6-2 (1-1,2-0,3-1)
Podhale Nowy Targ – HK Sportina Bled 11-0 (3-0,2-0,6-0)
Podhale Nowy Targ zajęło 1. miejsce i awansowało do II rundy.
Turniej w Cardiff (Wielka Brytania)
Podhale Nowy Targ – Dunaferr Dunaújváros 5-0 (1-0,1-0,3-0)
HDD Olimpija Lublana – Podhale Nowy Targ 5-2 (2-1,2-1,1-0)
Cardiff Devils – Podhale Nowy Targ 5-3 (1-2,4-0,0-1)
Podhale Nowy Targ zajęło 4. miejsce, awans do półfinałów uzyskała HDD Olimpija Lublana.
Turniej w Oświęcimiu
Unia Oświęcim – SC Miercurea Ciuc 6-1 (3-1,2-0,1-0)
Unia Oświęcim – Steaua Bukareszt 6-1 (2-0,1-1,3-0)
Unia Oświęcim – Medvescak Zagrzeb 11-0 (4-0,2-0,5-0)
Unia Oświęcim wygrała turniej i awansowała do półfinałów.
Turniej w Ambrì (Szwajcaria)
Unia Oświęcim – HDD Olimpija Lublana 1-5 (0-2,0-1,1-2)
EC Graz – Unia Oświęcim 1-5 (0-2,0-1,1-2)
HC Ambrì-Piotta – Unia Oświęcim 3-1 (1-0,1-1,1-0)
Unia Oświęcim zajęła 3. miejsce, awans do turnieju finałowego uzyskała HC Ambrì-Piotta.
Zwycięzca – HC Ambrì-Piotta
W European Hockey League zwycięstwo odniósł Mietałłurg Magnitogorsk.
Superpuchar Europy zdobył zespół HC Ambrì-Piotta pokonując Mietałłurg Magnitogorsk.
1999/2000
Turniej w Krynicy-Zdroju
Podhale Nowy Targ – Slavia Sofia 12-0 (4-0,4-0,4-0)
Podhale Nowy Targ – Medvescak Zagrzeb 7-1 (2-0,2-0,3-1)
Podhale Nowy Targ – Energija Elektreny 7-1 (2-1,3-0,2-0)
Podhale Nowy Targ wygrało turniej i awansowało do II rundy.
Turniej w Oświęcimiu
KTH Krynica – Liepājas Metalurgs (Łotwa) 1-1 (0-0,1-1,0-0)
Unia Oświęcim – SC Miercurea-Ciuc 10-0 (2-0,3-0,5-0)
KTH Krynica – SC Miercurea-Ciuc 11-1 (3-0,5-1,3-0)
Unia Oświęcim – Liepājas Metalurgs 4-1 (1-1,2-0,1-0)
Liepājas Metalurgs – SC Miercurea-Ciuc 9-3 (5-0,1-1,3-2)
Unia Oświęcim – KTH Krynica 3-1 (0-0,2-1,1-0)
Tabela:
| miejsce | klub               | punkty | bramki |
| ------- | ------------------ | ------ | ------ |
| 1       | Unia Oświęcim      | 6      | 17-2   |
| 2       | KTH Krynica        | 3      | 13-5   |
| 3       | Liepājas Metalurgs | 3      | 11-8   |
| 4       | SC Miercurea Ciuc  | 0      | 4-30   |

Awans do III rundy uzyskała Unii Oświęcim.
Turniej w Zvoleniu (Słowacja)
Podhale Nowy Targ – Rødovre SIK 4-4 (1-2,1-0,2-2)
Sokił Kijów – Podhale Nowy Targ 3-0 (1-0,0-0,2-0)
HKm Zvolen – Podhale Nowy Targ 2-4 (0-0,1-1,1-3)
Podhale Nowy Targ zakończyła na 3. miejscu, awans do III rundy uzyskał HKm Zvolen.
Turniej w Pilźnie (Czechy)
HC Koszyce – Unia Oświęcim 6-2 (3-0,1-2,2-0)
HC Keramika Pilzno – Unia Oświęcim 4-6 (1-3,1-0,2-3)
HKm Zvolen – Unia Oświęcim 4-1 (2-1,1-0,1-0)
Unia Oświęcim zakończyła na 3. miejscu, awans do turnieju finałowego uzyskał HKm Zvolen.
Zwycięzca – HC Ambri-Piotta
W European Hockey League zwycięstwo odniósł Mietałłurg Magnitogorsk.
Superpuchar Europy zdobył zespół Mietałłurg Magnitogorsk pokonując HC Ambri-Piotta.

### Lata 2000–2010
2000/2001
Turniej w Székesfehérvárze (Węgry)
Alba Volán Székesfehérvár – Podhale Nowy Targ 4-1 (1-1,2-0,1-0)
Rapid Bukareszt – Podhale Nowy Targ 3-5 (1-1,0-3,2-1)
Podhale Nowy Targ – Slavija Lublana 0-3 (0-2,0-0,0-1)
Podhale Nowy Targ kończy na 3. miejscu, awans do II rundy uzyskała Alba Volán Székesfehérvár.
Turniej w Oświęcimiu
Unia Oświęcim – Alba Volán Székesfehérvár 5-0
Unia Oświęcim – Acroni Jesenice 4-1
Unia Oświęcim – IHC Pisek 6-1
Unia Oświęcim zajęła 1. miejsce i awansowała do III rundy.
Turniej w Bratysławie (Słowacja)
HC Ocelari Trzyniec – Unia Oświęcim 7-3 (3-1,2-2,2-0)
Slovan Bratysława – Unia Oświęcim 7-2 (1-0,4-1,2-1)
HKm Zvolen – Unia Oświęcim 5-5 (2-3,2-0,1-2)
Unia Oświęcim zajęła 4. miejsce, awans do turnieju finałowego uzyskał Slovan Bratysława.
zwycięzca – ZSC Zurych Lions
2001/02
Turniej w Oświęcimiu
Unia Oświęcim – Energija Elektreny 4-1 (0-0,3-1,1-0)
Unia Oświęcim – Vojvodina Nowy Sad 12-4 (6-1,3-2,3-2)*
Unia Oświęcim – HC Senators Rosice 4-0 (0-0,1-0,3-0)
- Mecze z drużyną Vojvodina Nowy Sad nie były liczone do końcowej klasyfikacji turnieju.

Unia Oświęcim wygrała turniej i uzyskała awans do III rundy.
Turniej w Prościejowie (Czechy)
Berkut Kijów – GKS Katowice 2-4 (0-1,0-1,2-2)
Acroni Jesenice – GKS Katowice 0-5 walkower *
HC Prostějov – GKS Katowice 4-2 (1-2,2-0,1-0)
- Mecz został przerwany po 1 tercji przy stanie 0:1 dla GKS Katowice po tym jak jeden z działaczy drużyny z Jesenic niezadowolony z pracy sędziego zaatakował go, gdy ten schodził do szatni. Spotkanie nie zostało dokończone, a następnie dyrektoriat turnieju przyznał walkower na korzyść GKS-u Katowice.

GKS Katowice zakończył turniej na 2. miejscu, awans do III rundy HC Prostějov.
Turniej w Zvoleniu (Słowacja)
Unia Oświęcim – ERC Ingolstadt 2-1 (2-0,0-1,0-0) (mecz odbył się w miejscowości Detva)
HKm Zvolen – Unia Oświęcim 6-4 (3-1,1-2,2-1)
HC Prostějov – Unia Oświęcim 4-1 (2-0,2-0,0-1)
Unia Oświęcim zajęła 3. miejsce, awans do turnieju finałowego uzyskał HKm Zvolen.
zwycięzca – ZSC Zurych Lions
2002/03
Turniej w Linzu (Austria)
EHC Black Wings Linz – GKS Katowice 6-0 (3-0,2-0,1-0)
GKS Katowice – Brûleurs de Loups de Grenoble 3-6 (0-3,2-0,1-3)
GKS Katowice – Torpedo Ust-Kamienogorsk 1-7 (0-3,0-1,1-3)
GKS Katowice zakończył na 4. miejscu, awans do III rundy uzyskał EHC Black Wings Linz.
Turniej w Oświęcimiu
Unia Oświęcim – Alba Volán Székesfehérvár 1-5 (1-4,0-1,0-0)
Unia Oświęcim – HK Chimwołokno Mohylew 6-4 (2-1,2-2,2-1)
Unia Oświęcim – Dunaferr Dunaújváros 2-2 (0-0, 0-1, 2-1)
Unia Oświęcim zakończył na 3. miejscu, awans do III rundy uzyskał Dunaferr Dunaújváros.
Zwycięzca – Jokerit
2003/04
Turniej w Rydze (Łotwa)
Stoczniowiec Gdańsk – Kazachmis Karaganda 0-0 (0-0,0-0,0-0)
HK Riga 2000 – Stoczniowiec Gdańsk 7-3 (2-3,3-0,2-0)
Energija Elektreny – Stoczniowiec Gdańsk 3-5
Stoczniowiec Gdańsk zakończył na 3. miejscu, awans do II rundy uzyskała HK Riga 2000.
Turniej w Oświęcimiu
Unia Oświęcim – KHL Zagrzeb 13-1 (2-0,6-0,5-1)*
Unia Oświęcim – Liepājas Metalurgs 5-2 (0-0,1-0,4-2)
Unia Oświęcim – HC Milano Vipers 3-3 (1-2, 1-0, 1-1)
- Mecze z drużyną KHL Zagrzeb nie były liczone do końcowej klasyfikacji turnieju.

Unia Oświęcim wygrała turniej i uzyskała awans do III rundy.
Turniej w Herning (Dania)
Vålerenga Oslo – Unia Oświęcim 1-1 (0-0, 0-0, 1-1)
Blue Fox Herning IK – Unia Oświęcim 1-3 (0-1, 1-1, 0-1)
Unia Oświęcim – Dragons de Rouen 3-7 (0-1, 1-3, 2-3)
Unia Oświęcim zajęła 2. miejsce, awans do turnieju finałowego uzyskał Dragons de Rouen.
Zwycięzca – Slovan Bratysława
2004/05
Turniej w Oświęcimiu
Unia Oświęcim – Esbjerg IK 2-1
Unia Oświęcim – Energija Elektreny 5-3
Unia Oświęcim – Sokił Kijów 2-4
Unia Oświęcim zajęła 2. miejsce, awans do III rundy uzyskał Sokił Kijów.
Zwycięzca – HKm Zvolen
W nowo utworzonym European Champions Cup zwyciężył Avangard Omsk. W tych rozgrywkach nie uczestniczyły polskie drużyny.
2005/06
Turniej w Elektrenach (Litwa)
GKS Tychy – HK Riga 2000 2-7 (1-1,1-3,0-3)
Energija Elektreny – GKS Tychy 2-9 (1-3,1-3,0-3)
Steaua Bukareszt – GKS Tychy 4-4 (2-1,0-1,2-2)
GKS Tychy zakończył na II miejscu, awans do III rundy uzyskała HK Riga 2000.
Zwycięzca – Łada Togliatti
W European Champions Cup zwyciężyło Dinamo Moskwa.
2006/07
Turniej w Oświęcimiu
Cracovia – Kazachmis Karaganda 2-4 (0-0,2-2,0-2)
Cracovia – CG Puigcerdà 6-2 (1-0,1-0,4-2)
Cracovia – Steaua Bukareszt 6-2 (0-1,2-1,4-0)
Cracovia zajęła 2. miejsce, awans do III rundy uzyskała Kazachmis Karaganda.
Zwycięzca – Junost Mińsk.
W European Champions Cup zwyciężył Ak Bars Kazań.
2007/08
II runda, grupa B – turniej w Nowym Targu
Podhale Nowy Targ – Kazcynk Torpedo Ust-Kamienogorsk 5-2 (3-1,1-0,1-1)
Podhale Nowy Targ – SC Miercurea Ciuc 4-3 po karnych (1-2,1-1,1-0,0-0,1-0)
Podhale Nowy Targ – Junost Mińsk 3-8 (0-5,2-1,1-2)
Podhale Nowy Targ zajęło 3. miejsce, awans do III rundy uzyskał Kazcynk Torpedo Ust-Kamienogorsk.
Zwycięzca – Ak Bars Kazań
W European Champions Cup zwyciężył Mietałłurg Magnitogorsk.
W pierwszej edycji Victoria Cup reprezentujący National Hockey League New York Rangers pokonał zwycięzcę European Champions Cup Mietałłurga Magnitogorsk. W latach następnych w meczu o Victoria Cup Europę będą reprezentować zwycięzcy Hokejowej Ligi Mistrzów, która ruszyła od sezonu 2008/2009.
2008/2009
II runda, grupa B – turniej w Elektrenach (Litwa)
Energija Elektreny – Cracovia 2-3 (1-1,1-1,0-1)
Cracovia – Tilburg Trappers 4-1 (1-0,1-1,2-0)
Cracovia – Sokił Kijów 4-7 (0-2,3-5,1-0)
Cracovia zajęła 2. miejsce, awans do III rundy uzyskał Sokił Kijów.
Zwycięzca – MHC Martin
Pierwszą edycję Ligi Mistrzów wygrał ZSC Lions.
2009/2010
II runda, grupa C – turniej w Krakowie
Cracovia – Saryarka Karaganda 3-2 (1-1,1-0,1-1)
Cracovia – Tartu Kalev-Valk 9-3 (4-1,3-1,2-1)
Cracovia – Energija Elektreny 7-5 (4-0,2-3,1-2)
Cracovia wygrała turniej i uzyskała awans do III rundy.
III runda, grupa E – turniej w Lipawie (Łotwa)
Liepājas Metalurgs – Cracovia 6-5 (2-2,2-1,2-2)
Cracovia – Sokił Kijów 2-1 po karnych (0-0,1-0,0-1,0-0,1-0)
Cracovia – EC Red Bull Salzburg 2-5 (1-3,0-1,1-1)
Cracovia zajęła 4. miejsce, awans do turnieju finałowego uzyskał EC Red Bull Salzburg.
2010/2011
II runda, grupa B – turniej w Tilburgu (Holandia)
Cracovia – Viru Sputnik 9:1
Cracovia – Club Hielo Jaca 10:1
Cracovia – Tilburg Trappers 5:4
Cracovia wygrała turniej i uzyskała awans do III rundy.
III runda, grupa D – qqturniej w Rouen (Francja)
Cracovia – Dragons de Rouen 2:1 d.
Cracovia – Coventry Blaze 1:6
Cracovia – Liepājas Metalurgs 7:5
Cracovia zajęła 3. miejsce, awans do turnieju finałowego uzyskał Dragons de Rouen.

### Lata 2011–2020
2011/2012
III runda, grupa E – turniej w Doniecku (Ukraina)
Cracovia – Rubin Tiumeń 1:6
Cracovia – Donbas Donieck 1:3
Cracovia – Liepājas Metalurgs 3:2
Cracovia zajęła 3. miejsce, awans do turnieju finałowego uzyskał Donbas Donieck.
2012/2013
III runda, grupa E – turniej w Stavanger (Norwegia)
Ciarko PBS Bank KH Sanok – Stavanger Oilers 4:7
Ciarko PBS Bank KH Sanok – Mietałłurg Żłobin 3:5
Ciarko PBS Bank KH Sanok – Bejbarys Atyrau 1:5
Ciarko PBS Bank KH Sanok zajął 4. miejsce, awans do turnieju finałowego uzyskał Mietałłurg Żłobin.
2013/2014
II runda, grupa C – turniej w Dunaújváros (Węgry)
Cracovia – Slavija Ljubljana 2:0
Cracovia – HSC Csíkszereda 2:0
Cracovia – DAB Dunaújváros 3:5
Cracovia zajęła 2. miejsce, awans do III rundy uzyskał Dunaújváros.
2014/2015
II runda, grupa C – turniej w Braszowie (Rumunia)
Ciarko PBS Bank KH Sanok – Dunaújvárosi Acélbikák 6:1
Ciarko PBS Bank KH Sanok – HK Prizma Ryga 2:3
Ciarko PBS Bank KH Sanok – ASC Corona 2010 Braszów 4:3
Ciarko PBS Bank KH Sanok zajął 1. miejsce i awansował do III rundy.
III runda, grupa E – turniej w Angers (Francja)
Ciarko PBS Bank KH Sanok – Ducs d’Angers 0:4
Ciarko PBS Bank KH Sanok – Nioman Grodno 0:2
Ciarko PBS Bank KH Sanok – Belfast Giants 3:5
Ciarko PBS Bank KH Sanok zajął 4. miejsce, awans do turnieju finałowego uzyskały Ducs d’Angers i Nioman Grodno.
2015/2016
II runda, grupa C – turniej w Tychach (Polska)
GKS Tychy – HK Partizan Belgrad 26:0
GKS Tychy – CSM Dunărea Galați 8:3
GKS Tychy – Coventry Blaze 3:2
GKS Tychy zajął 1. miejsce i awansował do III rundy.
III runda, grupa E – turniej w Rouen (Francja)
GKS Tychy – Dragons de Rouen 3:5
GKS Tychy – Szachcior Soligorsk 2:1
GKS Tychy – HK Krzemieńczuk 3:1
GKS Tychy zajął 2. miejsce i awansował do IV rundy (Superfinału).
Superfinał, grupa F – turniej w Rouen (Francja)
GKS Tychy – Herning Blue Fox 2:1
GKS Tychy – Dragons de Rouen 5:6
GKS Tychy – Asiago Hockey 2:4
GKS Tychy zajął 3. miejsce i zdobył brązowy medal (jako pierwszy polski klub w historii zdobył medal europejskiego pucharu).
2016/2017
Faza grupowa, grupa O
Cracovia – Sparta Praga 2:7
Cracovia – Färjestad BK 1:5
Sparta Praga – Cracovia 5:4
Färjestad BK – Cracovia 7:0
Cracovia zajęła 3. miejsce i nie awansowała do dalszej rywalizacji.
II runda, grupa C – turniej w Tychach (Polska)
GKS Tychy – CSM Dunărea Galați 12:0
GKS Tychy – Acroni Jesenice 1:2 d.
GKS Tychy – DVTK Jegesmedvék 5:2
GKS Tychy zajął 1. miejsce i awansował do III rundy.
III runda, grupa E – turniej w Ritten (Włochy)
GKS Tychy – Ritten Sport 3:4
GKS Tychy – Szachcior Soligorsk 0:2
GKS Tychy – Bejbarys Atyrau 2:4
GKS Tychy zajął 4. miejsce i nie awansował do IV rundy (Superfinału).
2017/2018
Faza grupowa, grupa G
EHC Red Bull Monachium – Cracovia 6:2
Brynäs IF – Cracovia 8:0
Cracovia – EHC Red Bull Monachium 1:2
Cracovia – Brynäs IF 2:3
Cracovia – HIFK Hockey 0:6
HIFK Hockey – Cracovia 6:3
Cracovia zajęła 4. miejsce i nie awansowała do dalszej rywalizacji.
II runda, grupa B – turniej w Rydze (Łotwa)
GKS Tychy – HK Kurbads 2:5
GKS Tychy – Narva PSK 11:0
GKS Tychy – Donbas Donieck 4:2
GKS Tychy zajął 2. miejsce i nie awansował do III rundy.
2018/2019
Faza grupowa, grupa G
GKS Tychy – HIFK Hockey 3:5
GKS Tychy – Skellefteå AIK 1:8
Skellefteå AIK – GKS Tychy 6:2
HIFK Hockey – GKS Tychy 2:1
GKS Tychy – HC Bolzano 5:3
HC Bolzano – GKS Tychy 6:4
GKS Tychy zajął 4. miejsce i nie awansowała do dalszej rywalizacji.
III runda, grupa E – turniej w Belfaście (Wielka Brytania)
Tauron KH GKS Katowice – Ritten Sport 4:0
Tauron KH GKS Katowice – KHL Medveščak Zagrzeb 2:3
Tauron KH GKS Katowice – Belfast Giants 4:2
Tauron KH GKS Katowice zajął 2. miejsce i awansował do IV rundy (Superfinału).
Superfinał, grupa F – turniej w Belfaście (Wielka Brytania)
Tauron KH GKS Katowice – Arłan Kokczetaw 2:4
Tauron KH GKS Katowice – Belfast Giants 2:4
Tauron KH GKS Katowice – HK Homel 5:0
Tauron KH GKS Katowice zajął 3. miejsce i zdobył brązowy medal.
2019/2020
Faza grupowa, grupa F
GKS Tychy – Djurgårdens IF 2:6
GKS Tychy – Adler Mannheim 2:3 d.
Adler Mannheim – GKS Tychy 5:0
Djurgårdens IF – GKS Tychy 2:0
GKS Tychy – Vienna Capitals 4:2
Vienna Capitals – GKS Tychy 5:1
GKS Tychy zajął 4. miejsce i nie awansowała do dalszej rywalizacji.
III runda, grupa F – turniej w Krakowie (Polska)
Cracovia – Bejbarys Atyrau 3:2
Cracovia – Nioman Grodno 1:4
Cracovia – Belfast Giants 2:1 k.
Cracovia zajęła 2. miejsce i awansowała do IV rundy (Superfinału).
IV runda, grupa G – turniej w Vojens (Dania)
Cracovia – Nioman Grodno 0:2
Cracovia – Nottingham Panthers 3:4
Cracovia – SønderjyskE Ishockey 1:3
Cracovia zajęła 4. miejsce.

### Lata 2021–
2020/2021
W sezonie 2020/2021 rozgrywki pucharowe zostały odwołane z powodu pandemii COVID-19.
2021/2022
Faza grupowa, grupa H
JKH GKS Jastrzębie – HC Bolzano 2:3 k.
JKH GKS Jastrzębie – EC Red Bull Salzburg 2:3
HC Bolzano – JKH GKS Jastrzębie 3:1
EC Red Bull Salzburg – JKH GKS Jastrzębie 6:1
JKH GKS Jastrzębie – Frisk Asker 4:3
Frisk Asker – JKH GKS Jastrzębie 3:7
JKH GKS Jastrzębie zajął 3. miejsce i nie awansował do dalszej rywalizacji.
III runda, grupa E – turniej w Krakowie (Polska)
Cracovia – Saryarka Karaganda 0:2
Cracovia – HK Poprad 4:3 k.
Cracovia – Asiago Hockey 4:3 d.
Cracovia zajęła 2. miejsce i awansowała do IV rundy (Superfinału).
IV runda, grupa G – turniej w Aalborgu (Dania)
Cracovia – Saryarka Karaganda 2:1
Cracovia – Aalborg Pirates 4:0
Cracovia zajęła 1. miejsce i zdobyła Puchar Kontynentalny po raz pierwszy w historii polskiego hokeja na lodzie.
2022/2023
Faza grupowa, grupa D
GKS Katowice – Rögle BK 4:5
GKS Katowice – ZSC Lions 2:1 d.
ZSC Lions – GKS Katowice 5:1
Rögle BK – GKS Katowice 5:1
GKS Katowice – Fehérvár AV19 2:4
Fehérvár AV19 – GKS Katowice 1:0
GKS Katowice zajął 4. miejsce i nie awansował do dalszej rywalizacji.
Faza grupowa, grupa F
Cracovia – Straubing Tigers 0:4
Cracovia – EC VSV 4:2
Straubing Tigers – Cracovia 3:2
EC VSV – Cracovia 6:2
Färjestad BK – Cracovia 5:1
Cracovia – Färjestad BK 4:3
Cracovia zajęła 3. miejsce i nie awansowała do dalszej rywalizacji
III runda, grupa F – turniej w Nitrze (Słowacja)
Unia Oświęcim – HK Krzemieńczuk 4:2
Unia Oświęcim – Asiago Hockey 3:4
Unia Oświęcim – HK Nitra 1:2
Unia Oświęcim zajęła 3. miejsce i nie awansowała do IV rundy (Superfinału).

## Bilans
Bilans startów polskich drużyn w europejskich pucharach (stan na 18 marca 2023).
| Klub                     | Starty | Mecze | Wygrane | Remisy | Porażki |
| ------------------------ | ------ | ----- | ------- | ------ | ------- |
| Podhale Nowy Targ        | 17     | 76    | 37      | 3      | 36      |
| Unia Oświęcim            | 12     | 54    | 29      | 5      | 20      |
| Cracovia                 | 11     | 51    | 24      | 0      | 27      |
| GKS Katowice             | 7      | 30    | 8       | 4      | 18      |
| GKS Tychy                | 6      | 33    | 13      | 1      | 19      |
| Polonia Bytom            | 6      | 30    | 13      | 3      | 14      |
| Zagłębie Sosnowiec       | 3      | 10    | 6       | 1      | 3       |
| Ciarko PBS Bank KH Sanok | 2      | 9     | 2       | 0      | 7       |
| JKH GKS Jastrzębie       | 1      | 6     | 2       | 0      | 4       |
| KTH Krynica              | 1      | 3     | 1       | 1      | 1       |
| Stoczniowiec Gdańsk      | 1      | 3     | 1       | 1      | 1       |
| Legia Warszawa           | 1      | 2     | 0       | 0      | 2       |

W sezonie 1976/77 w Pucharze Europy Podhale Nowy Targ walkowerem uzyskało awans do III rundy w rywalizacji z norweskim Frisk-Asker z kolei także walkowerem Podhale odpadło w walce o półfinał z czechosłowackim zespołem Poldi Kladno późniejszym triumfatorem tych rozgrywek.